# Ceratopetalum hylandii
Ceratopetalum hylandii là một loài thực vật có hoa trong họ Cunoniaceae. Loài này được Rozefelds & R.W.Barnes mô tả khoa học đầu tiên năm 2002.